# Frank De Bleeckere
Frank De Bleeckere (Oudenaarde, 1. lipnja 1966.) je belgijski nogometni sudac. Suđenjem utakmica bavi se još od 1984., a službeni je FIFA-in sudac od 1998. godine. Danas se smatra jednom od ponajboljih svjetskih sudaca, a sudio je i u završnici Svjetskog prvenstva u Njemačkoj i Južnoj Africi, a na EURO-u 2008. je sudio polufinalnu utakmicu između Španjolske i Rusije. Osim na međunarodnim natjecanjima, imao je i niz zapaženih utakmica u Ligi prvaka. 